# Große Abchasische Mauer

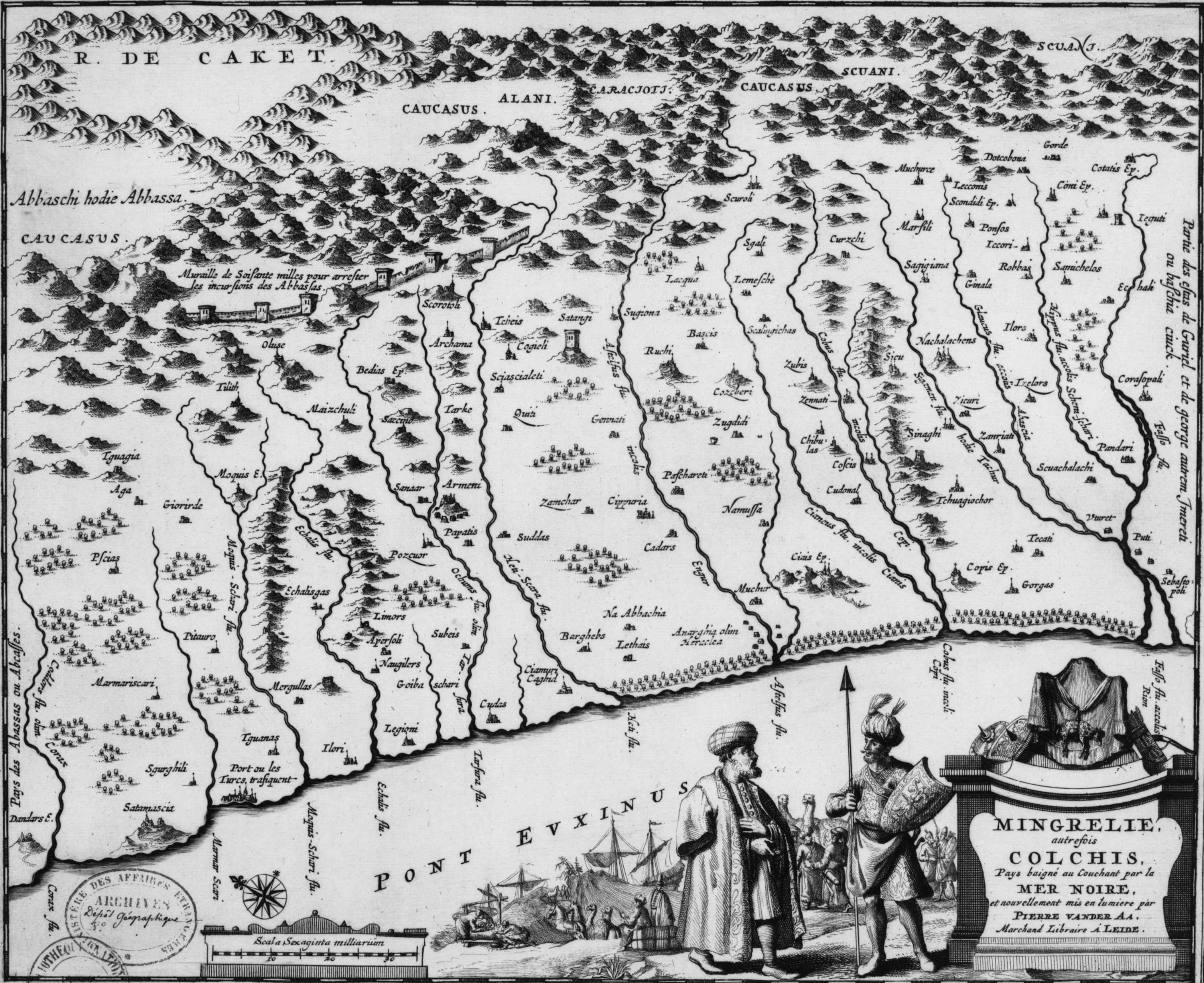
Karte von Kolchis (1714) – sie zeigt die älteste bekannte Darstellung der Mauer

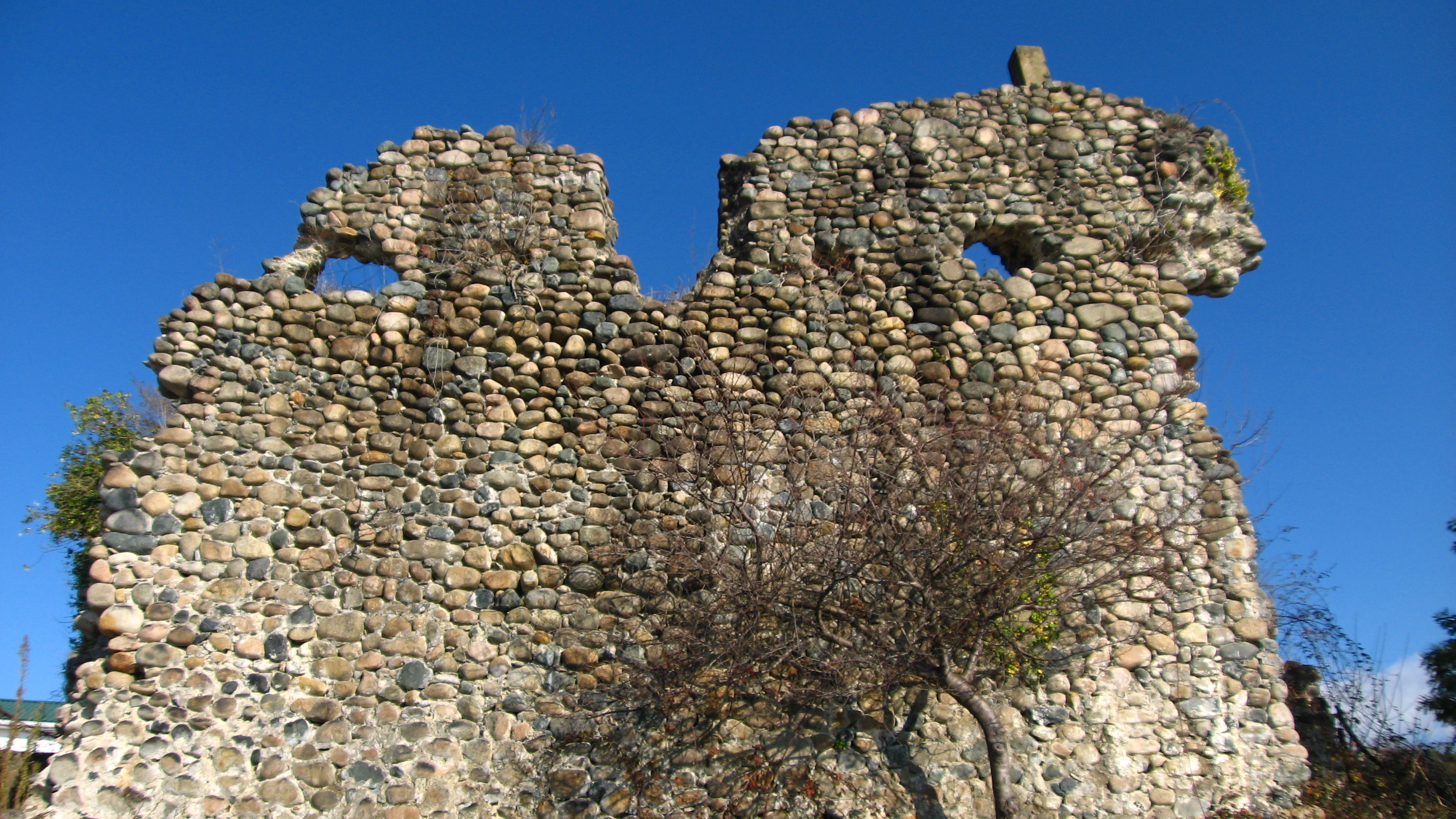
Ruine des Kelasuri-Turm am Schwarzen Meer

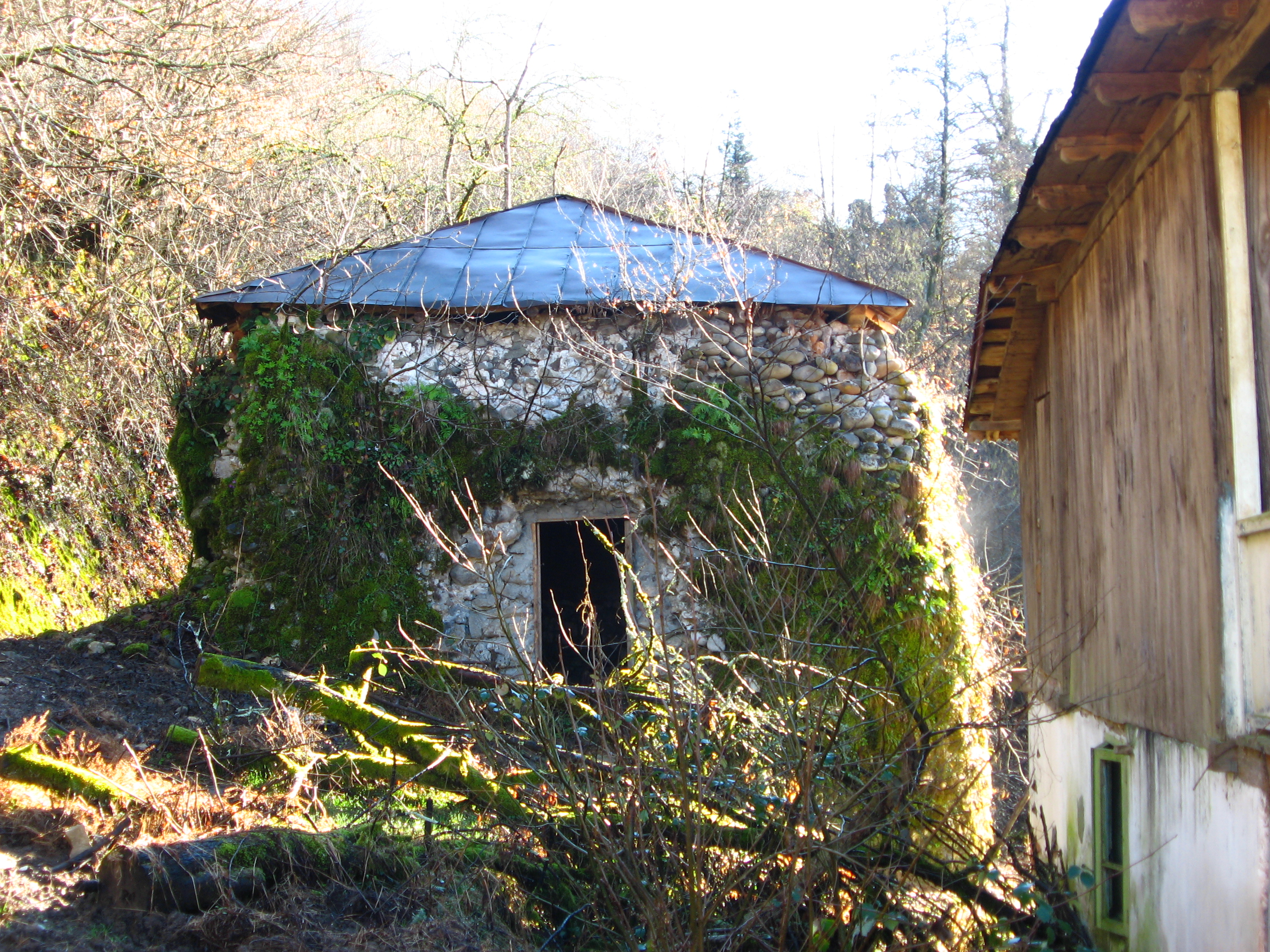
Ruine eines Wehrturms, jetzt Teil eines Gehöftes

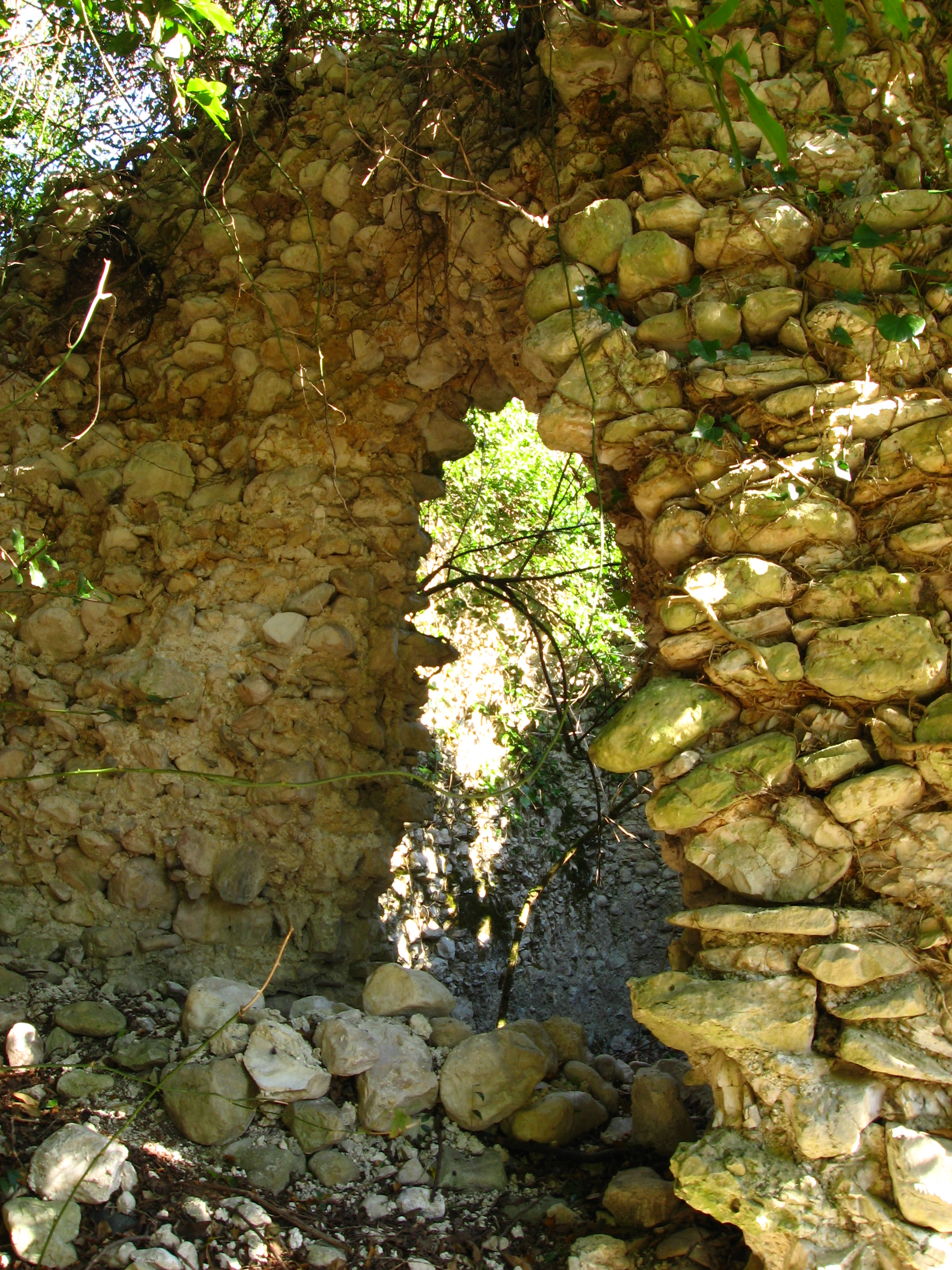
Große Abschnitte sind akut von Einsturz bedroht

Die Große Abchasische Mauer (georgisch აფხაზეთის დიდი კედელი apchasetis didi kedeli), auch Kelassuri-Mauer (georgisch კელასურის კედელი kelassuris kedeli), ist die größte mittelalterliche Befestigungsanlage und ein Kulturdenkmal in Georgien. Die Anlage befindet sich in Abchasien und schützte die westgeorgische Küstenregion.

## Beschreibung
Die Ruinen der Befestigungsanlage erstrecken sich auf einer Länge von 160 Kilometern. Eine vollständige Kartierung der Anlage steht noch aus, bisher konnten bereits 279 Wehrtürme und Bauwerke an der Mauer und im Hinterland (Signaltürme) bestimmt werden.
Die Mauer beginnt nahe Sochumi, an der Mündung des Kelassuri, wenige Schritte vom Ufer des Schwarzen Meeres. Sie führt zunächst parallel zu diesem Fluss in nordöstlicher Richtung etwa 20 Kilometer bis an den Fuß des Kaukasusgebirges. Von dort verläuft sie parallel zum Gebirge und schneidet, unter geschickter Ausnutzung topografischer Gegebenheiten, etwa 15 Flusstäler. Am Rand des Enguritales biegt sie nach Südwesten ab, um wieder auf die Schwarzmeerküste zuzulaufen.
Der Verlauf lässt sich bisher noch an zahlreichen Stellen im Gelände verfolgen, jedoch sind bereits größere Passagen durch Naturgewalten oder das Desinteresse der Bewohner zerstört worden.
Der Mauerzug war mit einer Stärke von nur ein bis zwei Metern verhältnismäßig gering und besaß offenbar auf weiten Strecken keinen Wehrgang.
Die Türme besitzen eine einheitliche Typologie, sie sind von rechteckigem Grundriss mit einer Grundfläche von etwa 7 × 8 m bis 8 × 9 m und einer Gesamthöhe von nur 4 bis 6 m. Die Türme konnten einst nur über Leitern zu den hoch gelegenen Eingängen betreten werden. In den oberen Geschossen waren allseitig Schießscharten vorhanden, daraus folgerte man, dass die Bauwerke mit Feuerwaffen verteidigt wurden. Der Abstand der Türme zueinander war verhältnismäßig gering – er beträgt 40 bis 120 m – und stets abhängig von der Geländetopografie.

## Erforschung
Noch immer gibt die Anlage Rätsel auf, die archäologische Erforschung ist gegenwärtig durch die Konfliktlage um Abchasien behindert, auch wird das Bauwerk durch nationalistische Kreise beider Seiten als Beleg für eine heroische Vergangenheit instrumentalisiert.
Nach Auffassung einiger Historiker handelt es sich um eine byzantinische Grenzbefestigung – vergleichbar der Anastasiusmauer nördlich von Konstantinopel oder älteren Befestigungsanlagen am Rande des oströmischen Reichsgebietes. Allerdings lassen die schlechte Qualität der Mauern, die geringe Höhe und Mauerstärke und die unzureichende Gründung der Türme Zweifel an dieser Auffassung aufkommen.
Nach einer anderen Auffassung – die mit bauarchäologischen Forschungen des sowjetischen (abchasischen) Archäologen Juri Voronow argumentiert – entstand die Gesamtanlage erst im 17. Jahrhundert. Sie diente demnach der Sicherung des von Lewan II. Dadiani (1611–1657) regierten Fürstentums Mingrelien, dass sich – durch beständige Angriffe aus dem Hinterland (Türken, Kaukasier) einerseits und im Krieg mit einem verfeindeten Nachbarfürstentum anderseits – in der Zeit von 1628 bis 1653 zum Bau dieser wehrtechnisch bereits veralteten Anlage gezwungen sah. Als Kronzeuge kann auf den Bericht eines italienischen Missionars Arcangelo Lamberti  verwiesen werden: Er bereiste den Kaukasus und erwähnt in seiner Reisebeschreibung, die Mauer sei von megrelischen Fürsten erdacht worden und diene der Abwehr ihrer Feinde. Der Bericht informiert auch über eine Bestimmung des Fürsten, die alle Untertanen, selbst Geistliche, zu einmonatiger Zwangsarbeit beim Mauerbau und zu Schanzarbeiten zwang.